# Василий Чичагов
Василий Яковлевич Чичагов е руски мореплавател, изследовател, адмирал (1782).

## Произход и военноморска кариера (1726 – 1765)
Роден е на 11 март 1726 година близо до Кострома, Руската империя, в бедно семейство. Завършва училището по навигационни науки в Москва, след което получава допълнително образование във Великобритания в Кралския флот. Завършва през 1742 и на 16-годишна възраст се записва в руския флот. Започва военноморската си кариера в Балтийския флот, където се отличава в Седемгодишната война (1756 – 1763) изпълнявайки важни задачи. След това служи в Архангелск.

## Експедиционна дейност (1765 – 1766)
През 1763 Михаил Ломоносов разработва план за усвояване на кратък морски път от Европа до Тихия океан. Той предполага, че през лятото на 500 – 700 версти от северните брегове на Европа морето е свободно от тежки ледове и корабите могат да преминат от Шпицберген до Камчатка през полюса до Беринговия проток. По негова инициатива през 1764 е организирана секретна правителствена експедиция и за неин ръководител е назначен капитан 1-ви ранг Василий Чичагов. Предполага се, че тя ще се срещне с другата секретна експедиция възглавявана от Пьотър Креницин, действаща в района на Беринговия проток.
През лятото на 1764 започва строежа на три кораба за полярно плаване, като за техни командири, освен Чичагов са назначени Василий Бабаев и Никифор Панов. В началото на май 1765 трите кораба отплават от Кола на северозапад и на 23 юли на северозапад от Шпицберген достига до 80º 26` с.ш., където са спрени от тежки ледове и се завръщат в Архангелск. През лятото на 1766 Чичагов п овтаря опита си да премине през Северния полюс до Тихия океан. На 18 юли достига до 80º 30` с.ш., но отново е принуден да отстъпи поради непроходимите ледове. Тази задача поставена от великия Ломоносов тогава сега знаем, че е невъзможна да се осъществи с платноходни кораба и даже с дизелови ледоразбивачи. За първи път такова плаване е извършено от атомния ледоразбивач „Арктика“, който на 17 август 1977 успява да достигне до Северния полюс.

## Следващи години (1767 – 1809)
По време на Руско-турската война (1768 – 1774) командва отряд от донската флотилия, която отбранява Керченския проток. На 26 ноември 1773 за проведените 18 сражения по време на войната е награден с Орден Свети Георги IV степен. От 1775 е член на Адмиралтейската колегия.
Като командващ Балтийския флот побеждава шведския флот по време на Руско-шведската война (1788 – 1790) в Еландското (1789), Ревелското (1790) и Виборгското сражения. За победата в Ревелското сражение е награден с Орден на Свети Андрей Първозванни. На 26 юли 1790 за победата във Виборгското сражение е награден с Орден Свети Георги I степен.
Умира на 16 април 1809 година в Санкт Петербург на 83-годишна възраст.

## Памет
Неговото име носят:
- връх Чичагов (55°43′ с. ш. 160°12′ з. д. / 55.716667° с. ш. 160.2° з. д.) на п-ов Аляска;
- връх Чичагов (367 м) на остров Западен Шпицберген, архипелаг Шпицберген;
- залив Чичагов (55°39′ с. ш. 160°15′ з. д. / 55.65° с. ш. 160.25° з. д.) на Тихия океан, южното крайбрежие п-ов Аляска;
- залив Чичагов на Тихия океан, остров Нуку Хива, Маркизки острови;
- нос Чичагов (58°22′ с. ш. 157°32′ з. д. / 58.366667° с. ш. 157.533333° з. д.) на северозападния бряг на п-ов Аляска;
- нос Чичагов (Сата) на западния бряг на остров Кюшю, Япония;
- нос Чичагов на остров Нуку Хива, Маркизки острови;
- остров Чичагов (57°52′ с. ш. 135°47′ з. д. / 57.866667° с. ш. 135.783333° з. д.) в Тихия океан, архипелаг Александър, Аляска;
- о-ви Чичагов (81°32′ с. ш. 56°48′ и. д. / 81.533333° с. ш. 56.8° и. д.) в архипелага Земя на Франц Йосиф;
- проток Чичагов (56°21′ с. ш. 132°29′ з. д. / 56.35° с. ш. 132.483333° з. д.) между островите Етолин на юг и Воронковски на север в архипелага Александър, Аляска;